# Bâtiment municipal à Novi Bečej
Le « bâtiment municipal à Novi Bečej » (en serbe cyrillique : Општинска зграда у Новом Бечеју ; en serbe latin : Opštinska zgrada u Novom Bečeju) est situé à Novi Bečej-Vranjevo, dans la province de Voïvodine et dans le district du Banat central, en Serbie. Il est inscrit sur la liste des monuments culturels de grande importance de la république de Serbie (identifiant no SK 1184).

## Présentation

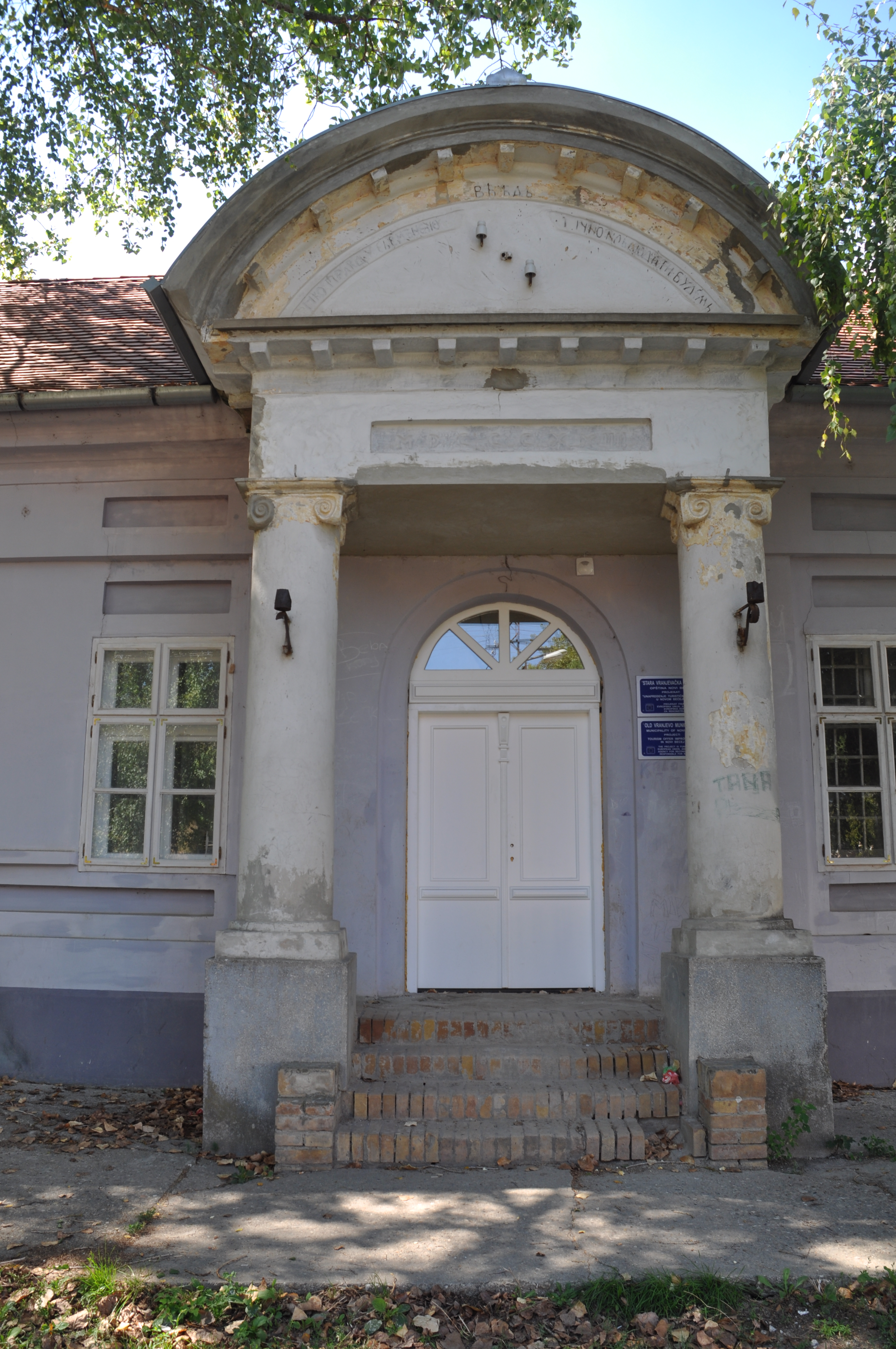
Détail du porche d'entrée.

L'ancien bâtiment municipal est situé 15 rue Rajka Rakočevića, au centre de l'ancien village de Vranjevo aujourd'hui intégré à Novi Bečej. Il a été construit en 1824, dans un « style Empire rural » qui rappelle celui d'un bâtiment municipal à Srpski Krstur, d'un autre vieux bâtiment municipal à Mokrin et celui de la maison natale de Vladimir Glavaš à Vranjevo,.
Le bâtiment est constitué d'un simple rez-de-chaussée formant deux ailes symétriques qui se coupent à angle droit et toutes deux terminées par un simple pignon. Les façades sont enduites de plâtre et sont décorées de hautes plinthes ; les fenêtres sont enchâssées dans des moulures plus ou moins profondes. L'une des ailes dispose d'un porche d'entrée doté de deux colonnes soutenant une architrave et un fronton demi-circulaire profilé,. La façade sur cour est dotée d'un portique qui se prolonge sur presque tout le bâtiment.
Des travaux de restauration ont été effectués sur l'édifice en 1965 et 2009,.

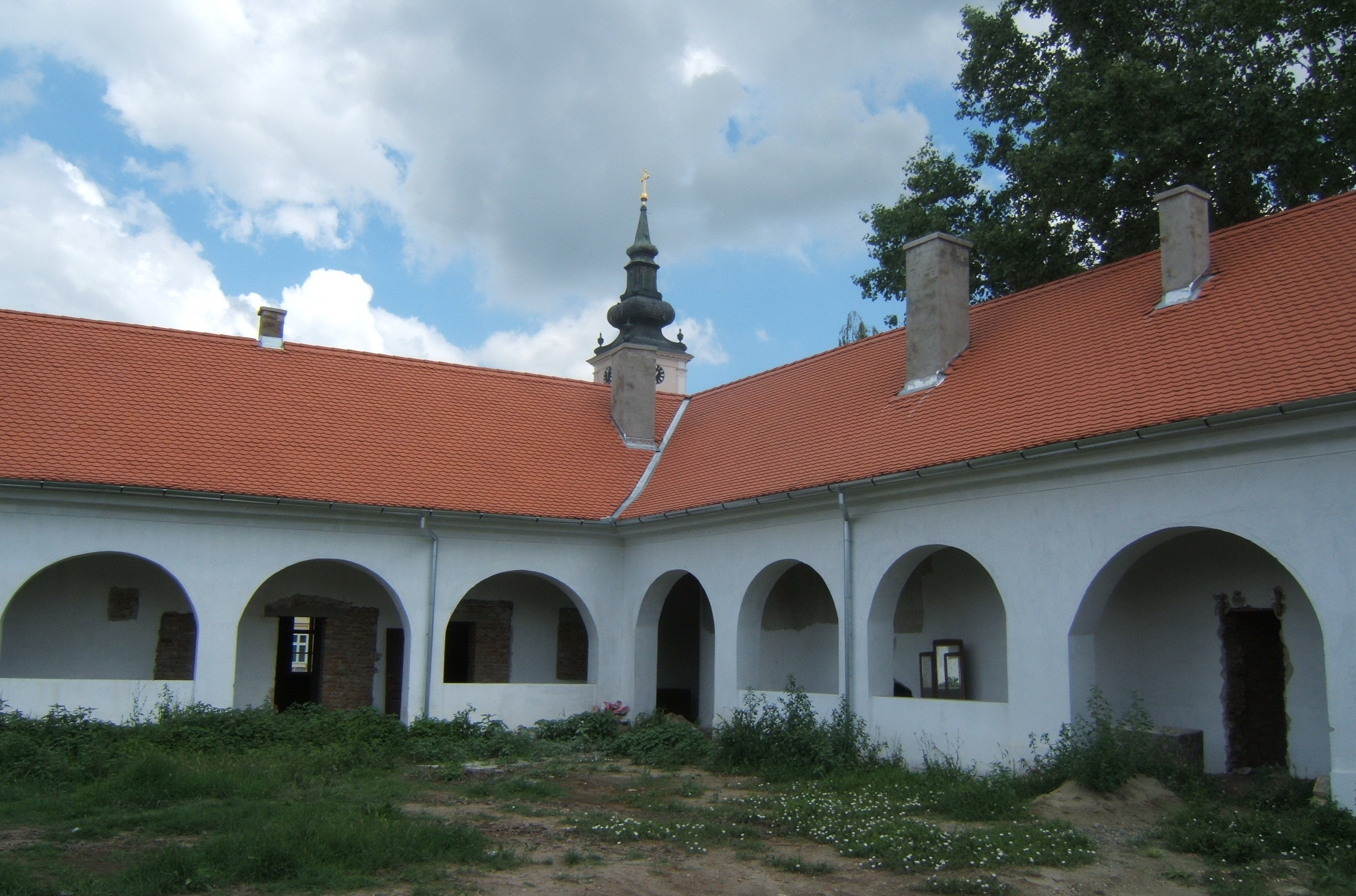
Vue de la façade sur cour.